# Firwood (Washington)
Firwood es un área no incorporada ubicada en el condado de Klickitat en el estado estadounidense de Washington.

## Geografía
Firwood se encuentra ubicado en las coordenadas 47°55′50″N 120°54′40″O / 47.93056, -120.91111.